# Monster (B'z)
Monster è il quindicesimo album in studio del gruppo rock giapponese B'z, pubblicato nel 2006.

## Tracce
1. ALL-OUT ATTACK
2. SPLASH!
3. Yuruginai Mono Hitotsuitotsu (ゆるぎないものひとつ)
4. Koi no SAMA- SESSHON (恋のサマーセッション)
5. World of SMOKE (ケムリの世界)
6. Shoudou ~MONSTER MiX~ (衝動 ~MONSTER MiX~)
7. Mugon no Promise (無言のPromise)
8. MONSTER
9. NETEMOSAMETEMO (ネテモサメテモ)
10. Happy Birthday
11. PIERO (ピエロ)
12. Amadare Buru-zu (雨だれぶるーず)
13. Ashita Mata Hi ga Noboru Nara (明日また陽が昇るなら)
14. OCEAN ~2006 MiX~

## Formazione
- Koshi Inaba - voce
- Takahiro Matsumoto - chitarra